# Ferndale (Kalifornia)
Ferndale város az USA Kalifornia államában, Humboldt megyében. Lakosainak száma 1398 fő (2020. április 1.). 
A település népességének változása:

| 2010 | 1 371 |
| 2020 | 1 398 |